# New Zealand Football Championship 2014/15
Die New Zealand Football Championship 2014/15 war die elfte Spielzeit der höchsten neuseeländischen Spielklasse im Fußball der Männer. Sie begann am 25. Oktober 2014 und endete am 5. April 2015 mit dem Finale zwischen dem Auckland City FC und Hawke’s Bay United. Im Finale setzte sich Auckland mit 2:1 durch und konnte daruch ihren Titel aus dem Vorjahr erfolgreich verteidigen.

## Modus
Zunächst spielten alle Mannschaften in einer aus neun Mannschaften bestehenden Liga in Hin- und Rückrunde gegeneinander, sodass jedes Team 16 Spiele bestritt. Die ersten vier Mannschaften nach der Vorrunde qualifizierten sich für die Meisterschaftsplayoffs, deren Halbfinale ebenfalls in Hin- und Rückspiel ausgetragen wurden. Im Finale wurde jedoch nur ein Spiel gespielt.

## Vorrunde

### Abschlusstabelle
| Pl. | Verein                 | Sp. | S  | U | N  | Tore    | Diff. | Punkte |
| --- | ---------------------- | --- | -- | - | -- | ------- | ----- | ------ |
| 1.  | Auckland City FC (M)   | 16  | 14 | 0 | 2  | 039:140 | +25   | 42     |
| 2.  | Team Wellington        | 16  | 9  | 3 | 4  | 032:240 | +8    | 30     |
| 3.  | Hawke’s Bay United     | 16  | 8  | 3 | 5  | 034:290 | +5    | 27     |
| 4.  | Waitakere United       | 16  | 8  | 2 | 6  | 029:230 | +6    | 26     |
| 5.  | WaiBOP United          | 16  | 7  | 1 | 8  | 024:290 | −5    | 22     |
| 6.  | Wellington Phoenix II  | 16  | 7  | 0 | 9  | 037:420 | −5    | 21     |
| 7.  | Wanderers Special Club | 16  | 5  | 2 | 9  | 024:290 | −5    | 17     |
| 8.  | Canterbury United      | 16  | 4  | 2 | 10 | 022:320 | −10   | 14     |
| 9.  | Southern United        | 16  | 3  | 1 | 12 | 020:390 | −19   | 10     |

| (M) | amtierender neuseeländischer Meister |

### Kreuztabelle
| 2014/15 Vorrunde       |     | Team Wellington | Hawke’s Bay United |     | WaiBOP United |     | Wanderers Special Club | Canterbury United | Southern United |
| ---------------------- | --- | --------------- | ------------------ | --- | ------------- | --- | ---------------------- | ----------------- | --------------- |
| Auckland City FC       |     | 3:0             | 3:2                | 1:0 | 3:2           | 1:3 | 3:0                    | 3:1               | 4:2             |
| Team Wellington        | 4:0 |                 | 1:0                | 1:2 | 3:2           | 2:1 | 1:1                    | 3:0               | 2:0             |
| Hawke’s Bay United     | 0:3 | 2:2             |                    | 3:2 | 0:1           | 2:5 | 3:1                    | 5:2               | 3:1             |
| Waitakere United       | 0:1 | 4:0             | 1:1                |     | 2:1           | 6:3 | 3:2                    | 0:2               | 3:1             |
| WaiBOP United          | 0:2 | 2:1             | 2:4                | 1:1 |               | 2:3 | 3:1                    | 4:3               | 2:1             |
| Wellington Phoenix II  | 0:7 | 3:4             | 2:4                | 1:2 | 0:2           |     | 3:0                    | 2:1               | 6:2             |
| Wanderers Special Club | 0:1 | 1:4             | 1:2                | 2:0 | 1:2           | 2:1 |                        | 3:1               | 3:3             |
| Canterbury United      | 0:1 | 2:2             | 1:1                | 1:2 | 2:0           | 2:0 | 1:4                    |                   | 0:1             |
| Southern United        | 0:3 | 1:2             | 1:2                | 2:1 | 0:1           | 3:4 | 1:0                    | 1:3               |                 |

## Meisterplayoff

### Halbfinale
Die Hinspiele fanden am 21. März 2015, die Rückspiele am 29. März 2015.
|                    | Gesamt    |                  | Hinspiel | Rückspiel |
| ------------------ | --------- | ---------------- | -------- | --------- |
| Waitakere United   | 1:7       | Auckland City FC | 0:2      | 1:5       |
| Hawke’s Bay United | (a)5:5(a) | Team Wellington  | 1:2      | 4:3       |

### Finale
Das Finale fand am 5. April 2015 in der Kiwitea Street statt.
| Datum      |                  | Ergebnis  |                    |
| ---------- | ---------------- | --------- | ------------------ |
| 05.04.2015 | Auckland City FC | 2:1 (1:1) | Hawke’s Bay United |

## Weblink
- Spieltage und Tabellen auf rsssf.org